# Cybaeus obedientiarius
Espèce
Cybaeus obedientiarius est une espèce d'araignées aranéomorphes de la famille des Cybaeidae.

## Distribution
Cette espèce est endémique de Honshū au Japon,. Elle se rencontre dans la grotte Nippara Shonyudo dans la préfecture de Tokyo.

## Description
La femelle holotype mesure 4,9 mm.

## Publication originale
- Komatsu, 1963 : Two new species of Cybaeus from Japan. Acta Arachnologica, vol. 18, no 1, p. 7-11 (texte intégral).